# Claude de La Trémoille
Pour les articles homonymes, voir Guy de Laval.
Pour les autres membres de la famille, voir Maison de La Trémoille.
 (juillet 2012).
Si vous disposez d'ouvrages ou d'articles de référence ou si vous connaissez des sites web de qualité traitant du thème abordé ici, merci de compléter l'article en donnant les références utiles à sa vérifiabilité et en les liant à la section « Notes et références ».
Claude de La Trémoïlle, 2e duc de Thouars de 1577 à sa mort, né en 1566  et mort le 25 octobre 1604 au château de Thouars, est un gentilhomme français des XVIe et XVIIe siècles issu d'une ancienne  et illustre famille. Converti au calvinisme vers l'âge de vingt-deux ans, il figure comme l'un des principaux chefs protestants sous le règne d'Henri IV. 

## Biographie
Claude est le fils de Louis III de La Trémoille, duc de Thouars et de Jeanne de Montmorency. 
Il devient duc de Thouars à la mort de son père, alors qu'il n'a que dix ans. Surnommé le « duc de La Trémoille », il est également prince de Talmont et de Tarente, comte de Taillebourg et de Benon, comte de Guînes, baron de Sully, l’Isle-Bouchard, Berrie, Mauléon et Doué, seigneur de Mareuil, d'Onay, La Chaize-le-Vicomte et Sainte-Hermine, cousinant avec les plus illustres lignages du royaume et notamment avec les Bourbon-Montpensier et les Montmorency. Par sa mère, il est ainsi le petit-fils du connétable Anne de Montmorency.
Le roi Henri IV qui avait apprécié le concours du duc de Thouars lorsqu’il était roi de Navarre le tient constamment dans une position subalterne lorsqu'il devient roi de France. Il préfère faire du cousin germain de Claude : le vicomte de Turenne, Henri de La Tour d'Auvergne, son bras droit et tenir le duc de Thouars à l'écart. Le vicomte de Turenne, qui devait tout son pouvoir et sa fortune au roi, était plus manœuvrable que le duc de Thouars qui était issu de l'une des plus illustres familles de France.
En 1587, Claude de la Trémoille adopte la religion réformée. Il combat pour Henri IV à Coutras, Sours, Ivry et Fontaine-Française et est récompensé par l'érection du duché de Thouars en pairie, en 1595. Mais cette pairie lui fait perdre plus d'argent qu'elle ne lui en rapporte.
En 1598, Henri de La Tour d'Auvergne propose à sa belle-sœur Charlotte-Brabantine d'épouser son cousin germain et compagnon de lutte, Claude de La Trémoille. Grâce à ses relations avec les maisons d'Orange et de Bouillon, Charlotte-Brabantine joue bientôt un rôle important dans la diplomatie protestante française. En 1602, elle dissuade son mari de s'engager dans la conspiration de Biron et l'incite à prêter allégeance au souverain. Après la mort de son époux en octobre 1604, elle prend en main la gestion des domaines familiaux, dont la superficie est doublée en 1605 par l'héritage de vastes terres en Bretagne à la suite de la mort du comte de Laval, Guy XX. Même après l'abjuration de son fils Henri III (juillet 1628), elle continua à assurer la protection des communautés huguenotes de Thouars et de Vitré.

## Mariage et descendance
Marié le 11 mars 1598 avec Charlotte-Brabantine d'Orange-Nassau née le 27 septembre 1580 à Anvers et morte à Châteaurenard le 19 août 1631. C'est la fille de Guillaume Ier d'Orange-Nassau et de Charlotte de Bourbon-Montpensier. De cette union naissent quatre enfants :
- Henri de la Trémoille qui suit,
- Charlotte de La Trémoille (1599-1664) qui épousa, le 26 juin 1626, James Stanley, comte de Derby,
- Élisabeth de La Trémoille (1601-1604),
- Frédéric de La Trémoille (1602-1642) comte de Laval.

Il eut un fils naturel de sa liaison avec Anne Garand :
- Hannibal de La Trémoïlle (1595-30 juillet 1670), vicomte de Marcilly. Il épousa en 1629 Jacquette Derays issue d'une vieille famille bourgeoise de Thouars.

### Sources et bibliographie
- Correspondance de Claude de La Trémoille duc de Thouars (1567-1604), présentée et annotée par Jean-Luc Tulot, Saint-Brieuc, 2013, [lire en ligne].